# Ferencsik Evelin
Ferencsik Evelin (Kazincbarcika, 1989. március 20. –) válogatott labdarúgó, hátvéd. A Viktória FC labdarúgója.

## Pályafutása

### Klubcsapatban
1999-ben a Miskolci VSC csapatában kezdte a labdarúgást, 2004-ben itt mutatkozott be az élvonalban. 2005-ben a Győri ETO csapatához igazolt, ahol négy idényen át játszott. 2009 nyarán Szlovákiába igazolt, Érsekújvárra. 2010 év elején, szezon közben igazolt a Ferencvároshoz. A 2012–13-as idényben tavasszal a Viktória FC csapatához szerződött.

### A válogatottban
2007–08-ban négy alkalommal szerepelt a válogatottban és egy gólt szerzett.

## Sikerei, díjai
- Magyar bajnokság
  - 3.: 2012–13
- Magyar kupa
  - döntős: 2010

## Statisztika

### Mérkőzései a válogatottban
| Magyarország | Magyarország        | Magyarország          | Magyarország | Magyarország | Magyarország | Magyarország | Magyarország | Magyarország |
| #            | Dátum               | Helyszín              | Hazai        | Eredmény     | Vendég       | Kiírás       | Gólok        | Esemény      |
| ------------ | ------------------- | --------------------- | ------------ | ------------ | ------------ | ------------ | ------------ | ------------ |
| 1.           | 2007. szeptember 5. | Vuhan                 | Kína         | 4 – 0        | Magyarország | barátságos   | -            | 46'          |
| 2.           | 2007. október 21.   | Bük                   | Magyarország | 2 – 2        | Szlovénia    | barátságos   | 1            | 33' 46'      |
| 3.           | 2007. október 27.   | Bük                   | Magyarország | 1 – 3        | Olaszország  | Eb-selejtező | -            | 81'          |
| 4.           | 2008. április 23.   | Miskolc, DVTK-stadion | Magyarország | 0 – 2        | Írország     | Eb-selejtező | -            | 65'          |
|              | Összesen            |                       |              | 4            | mérkőzés     |              | 1            | gól          |